# Consorti dei sovrani di Gran Bretagna e del Regno Unito
Segue la lista delle/dei consorti dei sovrani del regno di Gran Bretagna prima e del Regno Unito poi.

## Gran Bretagna

### Stuart (1707–1714)
Anna fu regina di Inghilterra, Scozia e Irlanda dall'8 marzo 1702 al 1707, quando il regno d'Inghilterra e quello di Scozia furono uniti in un unico stato e Anna divenne quindi la prima sovrana del nuovo regno di Gran Bretagna, restando contemporaneamente regina d'Irlanda.
| Ritratto | Nome (nascita–morte)                                              | Data del matrimonio | Regno          | Regno           | Consorte              | Blasone                        |
| Ritratto | Nome (nascita–morte)                                              | Data del matrimonio | Inizio         | Fine            | Consorte              | Blasone                        |
| -------- | ----------------------------------------------------------------- | ------------------- | -------------- | --------------- | --------------------- | ------------------------------ |
|          | Giorgio di Danimarca e Norvegia (2 aprile 1653 – 28 ottobre 1708) | 28 luglio 1683      | 1º maggio 1707 | 28 ottobre 1708 | Anna di Gran Bretagna | Stemma di Giorgio di Danimarca |

### Hannover (1714–1800)
| Ritratto | Nome (nascita–morte)                                                 | Data del matrimonio | Regno            | Regno            | Consorte                    | Blasone                                    |
| Ritratto | Nome (nascita–morte)                                                 | Data del matrimonio | Inizio           | Fine             | Consorte                    | Blasone                                    |
| -------- | -------------------------------------------------------------------- | ------------------- | ---------------- | ---------------- | --------------------------- | ------------------------------------------ |
|          | Carolina di Brandeburgo-Ansbach (1º marzo 1683 – 20 novembre 1737)   | 22 agosto 1705      | 11 giugno 1727   | 20 novembre 1737 | Giorgio II di Gran Bretagna | Stemma di Carolina di Brandeburgo-Ansbach  |
|          | Carlotta di Meclemburgo-Strelitz (19 maggio 1744 – 17 novembre 1818) | 8 settembre 1761    | 8 settembre 1761 | 17 novembre 1818 | Giorgio III del Regno Unito | Stemma di Carlotta di Meclemburgo-Strelitz |

## Regno Unito
Giorgio III fu il primo sovrano del Regno Unito, istituito con l'atto di Unione del 1800. 

### Hannover (1800–1901)
| Ritratto | Nome (nascita–morte)                                                  | Data del matrimonio | Regno            | Regno            | Consorte                     | Blasone                                     |
| Ritratto | Nome (nascita–morte)                                                  | Data del matrimonio | Inizio           | Fine             | Consorte                     | Blasone                                     |
| -------- | --------------------------------------------------------------------- | ------------------- | ---------------- | ---------------- | ---------------------------- | ------------------------------------------- |
|          | Carlotta di Meclemburgo-Strelitz (19 maggio 1744 – 17 novembre 1818)  | 8 settembre 1761    | 8 settembre 1761 | 17 novembre 1818 | Giorgio III del Regno Unito  | Stemma di Carlotta di Meclemburgo-Strelitz  |
|          | Carolina di Brunswick-Wolfenbüttel (17 maggio 1768 – 7 agosto 1821)   | 8 aprile 1795       | 29 gennaio 1820  | 7 agosto 1821    | Giorgio IV del Regno Unito   | Stemma di Carolina Amalia di Brunswick      |
|          | Adelaide di Sassonia-Meiningen (13 agosto 1792 – 2 dicembre 1849)     | 13 luglio 1818      | 26 giugno 1830   | 20 giugno 1837   | Guglielmo IV del Regno Unito | Stemma di Adelaide di Sassonia Meiningen    |
|          | Alberto di Sassonia-Coburgo-Gotha (26 agosto 1819 – 14 dicembre 1861) | 10 febbraio 1840    | 10 febbraio 1840 | 14 dicembre 1861 | Vittoria del Regno Unito     | Stemma di Alberto di Sassonia-Coburgo-Gotha |

### Sassonia-Coburgo-Gotha (1901–1917)
| Ritratto | Nome (nascita–morte)                                          | Data del matrimonio | Regno           | Regno           | Consorte                    | Blasone                           |
| Ritratto | Nome (nascita–morte)                                          | Data del matrimonio | Inizio          | Fine            | Consorte                    | Blasone                           |
| -------- | ------------------------------------------------------------- | ------------------- | --------------- | --------------- | --------------------------- | --------------------------------- |
|          | Alessandra di Danimarca (1º dicembre 1844 – 20 novembre 1925) | 10 marzo 1863       | 22 gennaio 1901 | 6 maggio 1910   | Edoardo VII del Regno Unito | Stemma di Alessandra di Danimarca |
|          | Maria di Teck (26 maggio 1867 – 24 marzo 1953)                | 6 luglio 1893       | 6 maggio 1910   | 20 gennaio 1936 | Giorgio V del Regno Unito   | Stemma di Maria di Teck           |

### Windsor (1917–oggi)
| Ritratto | Nome (nascita–morte)                                  | Data del matrimonio | Regno            | Regno           | Consorte                      | Blasone                        |
| Ritratto | Nome (nascita–morte)                                  | Data del matrimonio | Inizio           | Fine            | Consorte                      | Blasone                        |
| -------- | ----------------------------------------------------- | ------------------- | ---------------- | --------------- | ----------------------------- | ------------------------------ |
|          | Maria di Teck (26 maggio 1867 – 24 marzo 1953)        | 6 luglio 1893       | 6 maggio 1910    | 20 gennaio 1936 | Giorgio V del Regno Unito     | Stemma di Maria di Teck        |
|          | Elizabeth Bowes-Lyon (4 agosto 1900 – 30 marzo 2002)  | 26 aprile 1923      | 11 dicembre 1936 | 6 febbraio 1952 | Giorgio VI del Regno Unito    | Stemma di Elizabeth Bowes-Lyon |
|          | Filippo di Edimburgo (10 giugno 1921 – 9 aprile 2021) | 20 novembre 1947    | 6 febbraio 1952  | 9 aprile 2021   | Elisabetta II del Regno Unito | Stemma di Filippo di Edimburgo |
|          | Camilla Shand (17 luglio 1947)                        | 9 aprile 2005       | 8 settembre 2022 | in carica       | Carlo III del Regno Unito     | Stemma di Camilla Shand        |